# Notophthiracarus tricarinatus
Notophthiracarus tricarinatus är en kvalsterart som först beskrevs av Wojciech Niedbała 1988.  Notophthiracarus tricarinatus ingår i släktet Notophthiracarus och familjen Phthiracaridae. Inga underarter finns listade i Catalogue of Life.